# Marius Cihărean
Marius Cihărean (Pecica, 17 novembre 1975) è un ex sollevatore rumeno che ha gareggiato nelle categorie dei pesi gallo (fino a 59 kg.) e dei pesi piuma (fino a 64 kg.).
È fratello di Traian Cihărean, anch'egli ex sollevatore, medagliato olimpico e mondiale.

## Carriera
Nel 1996 Marius Cihărean vinse la medaglia di bronzo ai Campionati europei di Stavanger nella categoria dei pesi gallo con 282,5 kg. nel totale, dietro al greco di origine albanese Leonidas Sabanis (292,5 kg.) ed al bulgaro Sevdalin Minčev (287,5 kg.). Nello stesso torneo suo fratello Traian fu medaglia di bronzo nei pesi mosca.
Qualche mese dopo Marius partecipò alle Olimpiadi di Atlanta 1996, passando alla categoria superiore dei pesi piuma e classificandosi al 18º posto finale con 285 kg. nel totale.